# Смокинг (дрес код)
Смокинг је полуформални западњачки кодекс облачења за вечерње догађаје, који потиче из британских и северноамеричких конвенција о одећи у 19. веку. У британском енглеском, кодекс облачења се често назива синекдохијски по његовом главном елементу за мушкарце. У америчком енглеском, еквивалентни термин смокинг је уобичајен. Одело за вечеру је црно, тегет или бело дводелно или троделно одело, које се одликује реверима сакоа од сатена или гросграна и сличним пругама дуж спољног шава панталона. Носи се са белом кошуљом са стојећим или одложеним крагном и манжетнама, црном лептир машном, обично вечерњим прслуком или појасом, и црним лакованим ципелама. За жене се може носити вечерња хаљина или друга модерна вечерња одећа.
Први сако за вечеру традиционално се води до 1865. на тадашњем принцу од Велса, каснијем краљу Едварду VII. Касни 19. век је видео постепено увођење сакоа без репова као мање формалне и удобније алтернативе за слободно време од капута. Тако је на многим неенглеским језицима јакна за вечеру и даље позната као лажни пријатељ који „пуши“. У америчком енглеском, његов синоним "смокинг" је изведен из села Таксидо Парк у држави Њујорк, где је уведен 1886. по узору на Европљане. Након контракултуре 1960-их, смокинг је све више замењивао бело одело за формалније окружење у Сједињеним Државама, заједно са културама под утицајем америчке културе.
Традиционално се носи само за догађаје после 6 увече, смокинг је мање формалан од беле одеће. Као полуформално, смокинг се носи за вечере, а понекад чак и на балове и свадбе, иако стручњаци за бонтон не охрабрују ношење црне кравате за свадбе. Традиционални полуформални еквивалент дневне одеће је црно салонско одело. Допунске полуформалне алтернативе могу бити прихваћене за црну кравату: верска одећа (као што је мантија), народне ношње итд.

## Историја

### Британско порекло у 19. веку
Током 1860-их, све већа популарност активности на отвореном међу средњом и вишом класом Велике Британије довела је до одговарајућег повећања популарности тадашњег лежерног одела као сеоске алтернативе формалнијој дневној хаљини која се традиционално носила у град. Мушкарци су такође тражили сличну алтернативу формалном вечерњем фраку, који се носи сваке вечери.
Најранији запис о капуту без репа који се носи уз вечерњу одећу је поноћно плави сако из 1865. од свиле са одговарајућим панталонама коју је наручио принц од Велса, касније Едвард VII од Уједињеног Краљевства. Сако је био скројен за употребу у Сандрингему, неформалном сеоском имању британске краљевске породице. Хенри Пул никада није видео да је његов дизајн постао познат као сако за вечеру или да је прешао Атлантик и тамо га звали смокингом; умро је 1876. оставивши иза себе угледни посао који ће водити његов рођак Семјуел Канди.
Други извештаји о експериментисању појављују се око 1885., који се на различите начине односе на „одећу у више боја, какву су носили наши преци” и „кратку одећу која се спуштала до струка и рађена по узору на војничке мушке јакне”. Сако са завршетком фрака, као што је најчешће познато, први пут је описан отприлике у исто време и често повезиван са Каусом, приморским летовалиштем у јужној Енглеској и центром британских јахти који је био блиско повезан са принцом. Првобитно је био намењен за употребу у топлом времену, али се убрзо проширио на неформалне или јеленске зимске прилике. Пошто је био једноставно замена за вечерњи фрак, носио се са свим истим детаљима као и фрак, укључујући и панталоне. Као таква, у овим раним данима, црна кравата, за разлику од формалног белог одела, сматрана је неформалном одећом.
У наредним деценијама викторијанског доба, стил је постао познат као сако за вечеру: модерна, формална алтернатива фраку који су мушкарци више класе носили свако вече. Тако се носио са стандардним додатком за вечерњи фрак у то време: одговарајућим панталонама, белим или црним прслуком, белом лептир машном, белом свечаном кошуљом са крагном и црним свечаним ципелама. Ревери су често били обложени или обрубљени свилом или сатеном у различитим ширинама. Водичи за бонтон прогласили су сако за вечеру неприкладним за ношење у мешовитом друштву.
Током едвардијанског доба, пракса ношења црног прслука и црне лептир машне са сакоом за вечеру постала је конвенција, успостављајући основу садашњих кодекса облачења. Сако за вечеру је такође био све више прихваћен у мање формалним вечерњим приликама као што су окупљања по топлом времену или интимне вечере са пријатељима.
После Првог светског рата, сако се усталио као полуформална одећа, док је вечерњи фрак био ограничен на најсвечаније или свечане прилике. Током овог међуратног периода, кошуље са одложеним крагном и нараменице постале су популарне за вечери, јер се са белим сакоима експериментисало по топлом времену. Од тада се црна кравата често назива полуформалном.
У деценијама након Другог светског рата, смокинг је постао одећа за посебне прилике, а не стандардна вечерња одећа. Током 50-их година, неки су експериментисали са сакоима у боји и шарама, нараменицама и лептир машнама. Током 60-их и 70-их палета боја се померила од пригушене ка светлом дневном сјају и пастелним, као и кошуљама са воланима како су се ревери ширили. 80-их и 90-их су се вратили традиционалним стиловима, са црним јакнама и панталонама који су поново постали скоро универзални. Неки инсистирају да је 21. век доживео повећане варијације и опуштање претходних строгих стандарда; поноћно плава је поново постала популарна, а облоге ревера су се понекад сводиле на широке ивице.

### Увођење у Сједињеним Државама
Најраније референце на замену за мантиле у Америци потичу из лета и јесени 1886., као и британске референце из тог времена, варирају између стила сакоа до струка и конвенционалног стила сакоа. Најпознатија референца потиче из Таксидо Парка, сеоске енклаве на северу државе Њујорк за најбогатије грађане Менхетна. Син једног од оснивача заједнице, Грисволда Лориларда, и његови пријатељи су били нашироко пријављени у друштвеним колумнама јер су се појавили на првом Јесењем балу клуба у октобру 1886. носећи „капут без репа“. Иако није познато да ли је овај одевни предмет био сако за неред или конвенционални сако за вечеру, он је без сумње учврстио везу замене фрака са Таксидо Парком у свести јавности.

### Промене током 20. века
Први сакои за вечеру били су од истог материјала као и капут са једним, два или без дугмади, и ревером обложеном сатеном или ребрастом свилом. На прелазу у двадесети век, шиљасти ревер је био подједнако популаран, а модел са једним дугметом постао је стандард. Када су се панталоне продавале са јакном биле су од истог материјала. Едвардијански денди се често одлучују за оксфордску сиву или тегет за своју вечерњу одећу.
До Првог светског рата, сива опција је пала у немилост, али је „поноћно плава“ постала све популарнија и била је ривал црној до средине 1930-их. Урезани ревери, увезени из обичног пословног одела, били су накратко у моди 1920-их. Једна трака која је покривала спољни шав на свакој нози је у почетку била повремена варијација, али је постала стандардна до 1930-их. У то време су јакне са дуплим копчањем и беле јакне постале популарне за ношење по врућем времену.

## Композиција
Пратеће одело за вечеру такође се развијало током времена. Најтрадиционалније интерпретације ових елемената — кошуља, ниски прслук (у облику „V“ или „U“), црна лептир машна, оксфордске ципеле — укључени су у кодекс облачења црне кравате.
За разлику од белог одела, која је веома строго регулисана, ансамбли смокинга се могу показати више варијација. Штавише, традиционалне компоненте за мушкарце су:
- Сако за вечеру, који се у Сједињеним Државама назива и смокинг, првенствено је направљен од црне или поноћно плаве вуне. Јакне у сиво белој боји такође се сматрају прикладним за неке прилике, али се традиционално повезују са топлијом климом и разликују се од других јакни за вечеру по томе што су самосталне и могу бити направљене од тканина укључујући лан и памук.[20] Ревери и облоге свилене јакне, обично гросгран или сатен, су одлучујући елемент сакоа и могу се видети на свим врстама ревера. Сако може да има шиљасти ревер, ревер од шала или урезан ревер, при чему неки модни стилисти и писци ревере од шала виде као мање формалне, а урезане ревере као најмање формалне,[21] упркос чињеници да они воле шиљасте и шал, коришћени су (мада донекле ретко) у неким од раних облика одеће.[22]
- Панталоне са једном свиленом или сатенском плетеницом која покрива спољне шавове, без лисица и носе се са протезама
- Црни деколтирани прслук или нараменица
- Бела кошуља, са традиционалним марчелом или плисираним привезом, са дуплим или „француским“ манжетнама и одложеном крагном . Иако је одбијање најприкладније полуформално, причвршћена крагна је популарна међу америчким мушкарцима од 1980-их.[23]
- Црна свилена лептир машна у складу са реверима
- Дугме за кошуље и манжетне. Нека правила ограничавају копче само на кошуље од марчела са чврстим предњим делом и уместо тога прописују бисерне дугмад за моделе са меким предњим делом.
- Црне чарапе, обично од свиле или фине вуне. Неки водичи за стил препоручују да чарапе буду до колена.[24]
- Црне ципеле – традиционално лакиране ципеле; сада уместо тога често високо углачане или лакиране оксфордске ципеле

### Жене
Женска одећа се током година веома разликовала; традиционално је било:
- Хаљина дужине за вечеру до глежња или хаљина дужине чаја испод средине телета, која је вечерња хаљина без рукава, често праћена:
  - Огртач и
  - Рукавице
- Вечерње ципеле

Може се носити и друга модерна вечерња одећа. За разлику од мушког стандарда, жене су повезане са било којом вечерњом одећом која је тренутно у моди. Данашња вечерња хаљина покрива много шири ниво формалности у распону од мало испод стандарда за белу кравату  до нечег неформалнијег као што је мала црна хаљина. Конкретно, то такође може укључивати:
- Вечерње ципеле и
- Балска хаљина, вечерња хаљина или коктел хаљина. Коктел хаљине могу бити дугачке или умерено кратке и не морају бити црне.[1]
- У Енглеској, вечерње панталоне су још једна прихватљива опција.[1]

Ипак, док смокинг традиционално подразумева вечерњу хаљину за жене, 1966. познати креатор Ив Сен Лоран је предложио Ле Смокинг, одело дизајнирано за жене. Већина почетних реакција на колекцију била је негативна. Дизајнер је узео делове и мушког одела и женске одеће и комбиновао их са новим идејама. Како је ово одело за вечеру дизајнирано за жене, разликовало се од нормалног мушког одела за вечеру. Крагна је била женственија, јер су облик и облина били суптилнији. Струк блузе је сужен како би се приказао облик тела, а панталоне су прилагођене како би се издужила ногавица. Био је пионир дугих, минималистичких, андрогиних стилова за жене, као и женске употребе одела са панталонама у модерном друштву. Неки су иницијативу Сен Лорана описали као оснаживање жена дајући им могућност да носе одећу коју су иначе носили мушкарци са утицајем и моћи. Модна фотографија одражава утицај овог одела на фотографијама које приказују андрогене моделе са зализаном косом у мушком троделном оделу, стилу који је први популаризовао на фотографијама Хелмут Њутон .   Ово одело је наставило да утиче на колекције модних дизајнера током 2000-их.

## Галерија
- Званични портрет бразилског председника Вашингтона Луиса (око 1926)
- Краљица Елизабета II и принц Филип заједно са председником САД Џоном Ф. Кенедијем и првом дамом Џеклин Кенеди Оназис у Бакингемској палати (1961.)
- Амерички председник Роналд Реган, Одри Хепберн и Роберт Волдерс на приватној вечери за принца од Велса у Белој кући (1981)
- Глумци Анђелина Џоли и Бред Пит на 81. додели Оскара (2009)
- Краљ Карл XVI Густаф и краљица Силвија током Светске недеље воде у градској кући Стокхолма (2011)
- Амерички председник Барак Обама и прва дама Мишел Обама у Белој кући (2012)